# Steven Caldwell (piłkarz)
Steven Caldwell (ur. 12 września 1980 w Stirling) – szkocki piłkarz występujący na pozycji środkowego obrońcy w reprezentacji Szkocji.
W latach 1998–2004 był zawodnikiem Newcastle United. W 2001 roku został wypożyczony do Blackpool. W sezonie 2001/2002 został wypożyczony do Bradford City. Podczas 2 sezonów rozegrał 15 spotkań. W 2004 roku został ponownie wypożyczony do Leeds United. W 13 spotkaniach zdobył 1 bramkę. W tym samym roku został zawodnikiem Sunderlandu, w którym grał do 2004 roku. Przez 3 sezony wystąpił w 76 spotkaniach, zdobywając 3 bramki. Od 2007 do 2010 roku był zawodnikiem Burnley. W sezonie 2010-2011 był piłkarzem Wigan Athletic.
W 2001 roku zadebiutował w drużynie narodowej. W kadrze rozegrał 12 spotkań.

## Życie prywatne
Jest starszym bratem Gary'ego Caldwella, gracza Wigan Athletic. Urodził się 12 września 1980 roku w Stirling jako syn Toma i Marylynn.

## Kariera klubowa

### Newcastle United
Caldwell jako dziecko kibicował Celticowi. Jego idolem był Kenny Dalglish. W 1998 roku został włączony do pierwszego składu Newcastle United. Wcześniej trenował w szkółce piłkarskiej tego klubu i grał w rezerwach. W pierwszym zespole zadebiutował dwa lata później, 30 września 2000 roku w wygranym 1:0 wyjazdowym spotkaniu Premier League z Manchesterem City. Zmienił wówczas w 45 minucie Andy'ego Griffina. 11 listopada w meczu Pucharu Ligi z Bradford City (wygrana 4:3) zdobył pierwszą bramkę dla Newcastle. Łącznie w sezonie 2000/2001 rozegrał 10 spotkań we wszystkich rozgrywkach.
14 lipca 2001 roku Caldwell zadebiutował w rozgrywkach europejskich. Zagrał w wyjazdowym, wygranym 4:0 spotkaniu Pucharu Intertoto z KSC Lokeren. Zmienił wówczas w 61 minucie Aarona Hughesa. 9 października 2001 roku został wypożyczony na jeden miesiąc do Blackpool. W klubie tym rozegrał siedem spotkań we wszystkich rozgrywkach, a zadebiutował w meczu Football League One z Colchester United. W następnym spotkaniu, ze Stoke City w ramach Football League Trophy Caldwell zdobył gola.
5 grudnia 2001 roku został wypożyczony na jeden miesiąc do Bradford City z powodu wielu kontuzji w tym zespole. Zadebiutował tam 8 grudnia w wygranym 3:1 spotkaniu z Rotherham United w ramach Football League Championship. Do 5 stycznia 2002 roku rozegrał jeszcze cztery ligowe mecze, a 11 stycznia został ponownie wypożyczony do Bradford. 11 lutego powrócił do Newcastle po rozegraniu łącznie dziewięciu spotkań na dwóch wypożyczeniach.
4 listopada 2002 roku Caldwell w wygranym 2:0 spotkaniu z Middlesbrough zdobył swoją pierwszą bramkę w Premier League. 27 listopada zadebiutował w Lidze Mistrzów, zmieniając w 85 minucie meczu z Interem Mediolan Aarona Hughesa. W sezonie 2002/2003 rozegrał łącznie 17 spotkań we wszystkich rozgrywkach.
2 lutego 2004 roku został wypożyczony do Leeds United, gdzie zadebiutował pięć dni później w przegranym wyjazdowym meczu Premier League z Aston Villą. 10 kwietnia w spotkaniu z Blackburn Rovers Caldwell zdobył bramkę dla Leeds. Do 16 maja w klubie tym rozegrał 13 meczów we wszystkich rozgrywkach.

### Sunderland
28 czerwca 2004 roku trafił do Sunderlandu. Ogółem w Newcastle United rozegrał 39 meczów we wszystkich rozgrywkach. 10 sierpnia zadebiutował w nowym klubie, w spotkaniu z Crewe Alexandra (wygrana 3:1). Cztery dni później, w meczu z Queens Park Rangers (2:2) strzelił swoją pierwszą bramkę dla Sunderlandu. Przez cały sezon 2004/2005 był podstawowym środkowym obrońcą Sunderlandu, wraz z Garym Breenem. Rozegrał 41 ligowych spotkań i wraz ze swoim zespołem wygrał Football League Championship i awansował do Premier League.
Pod koniec marca 2006 roku Caldwell odniósł kontuzję ścięgna i nie grał przed dwa tygodnie. W sezonie 2005/2006 rozegrał łącznie 26 spotkań we wszystkich rozgrywkach, a Sunderland zajął ostatnie miejsce w lidze i spadł do Championship. W rundzie jesiennej sezonu 2006/2007 zagrał w 11 spotkaniach. Caldwell był również kapitanem Sunderlandu.

### Burnley
1 lutego 2007 roku przeszedł za 400 tysięcy funtów do Burnley, po rozegraniu ponad 80 występów w Sunderlandzie. Z nowym zespołem podpisał kontrakt na trzy i pół roku. Zadebiutował tam 3 lutego w przegranym 3:1 spotkaniu ligowym z Queens Park Rangers. Do końca sezonu rozegrał jeszcze 16 meczów. Po odejściu w sierpniu 2007 roku Wayne'a Thomasa, Caldwell został kapitanem Burnley i jest nim do dziś.
Pod koniec października 2007 roku doznał kontuzji ścięgna udowego. Do gry powrócił 22 grudnia, kiedy to wystąpił w spotkaniu z Ipswich Town. 26 lutego 2008 roku w wygranym 2:0 ligowym spotkaniu z Coventry City zdobył swoją pierwszą bramkę w Premier League. Cały sezon 2007/2008 zakończył z 37 występami we wszystkich rozgrywkach. W sezonie 2008/2009 rozegrał 25 spotkań ligowych, zdobywając przy tym dwa gole. Wraz ze swoim zespołem awansował do Premier League po wygranej w finale play-offów z Sheffield United.
Na zgrupowaniu reprezentacji Szkocji w sierpniu 2009 roku Caldwell odniósł kontuzję pachwiny. Pod koniec września 2009 roku powrócił do treningów, a 3 października zagrał już w ligowym meczu z Birmingham City. W grudniu Caldwell ponownie odniósł uraz pachwiny. 11 maja 2010 roku Caldwell opuścił Burnley i stał się wolnym zawodnikiem. W zespole tym rozegrał łącznie 119 meczów.
Wigan Athletic F.C.
26 sierpnia podpisał kontrakt roczny z Wigan Athletic.

### Birmingham City
W lipcu 2011 roku podpisał dwuletni kontrakt z Birmingham City.

## Kariera reprezentacyjna
W marcu 2000 roku zadebiutował w reprezentacji Szkocji U-21 w spotkaniu z Francją. Caldwell w kilku meczach był kapitanem tej kadry. 25 kwietnia 2001 roku w meczu z Polską (1:1) po raz pierwszy zagrał w pierwszej reprezentacji Szkocji. Caldwell w niej rozegrał 10 spotkań.

## Statystyki

### Klubowe
Stan na 11 maja 2010
| Klub             | Sezon               | Liga    | Liga | Puchar Anglii | Puchar Anglii | Puchar Ligi | Puchar Ligi | Inne    | Inne | Łącznie | Łącznie |
| Klub             | Sezon               | Występy | Gole | Występy       | Gole          | Występy     | Gole        | Występy | Gole | Występy | Gole    |
| ---------------- | ------------------- | ------- | ---- | ------------- | ------------- | ----------- | ----------- | ------- | ---- | ------- | ------- |
| Newcastle United | 2000/2001           | 9       | 0    | 0             | 0             | 1           | 1           | 0       | 0    | 10      | 1       |
| Newcastle United | 2001/2002           | 0       | 0    | 0             | 0             | 0           | 0           | 3       | 0    | 3       | 0       |
| → Blackpool      | 2001/2002           | 6       | 0    | 0             | 0             | 0           | 0           | 1       | 1    | 7       | 1       |
| → Bradford City  | 2001/2002           | 9       | 0    | 0             | 0             | 0           | 0           | 0       | 0    | 9       | 0       |
| Newcastle United | 2002/2003           | 14      | 1    | 0             | 0             | 1           | 0           | 2       | 0    | 17      | 1       |
| Newcastle United | 2003/2004           | 5       | 0    | 0             | 0             | 1           | 0           | 1       | 0    | 7       | 0       |
| Newcastle United | Łącznie (Newcastle) | 28      | 1    | 0             | 0             | 3           | 0           | 6       | 0    | 39      | 1       |
| → Leeds United   | 2003/2004           | 13      | 1    | 0             | 0             | 0           | 0           | 0       | 0    | 13      | 1       |
| Sunderland       | 2004/2005           | 41      | 4    | 1             | 0             | 2           | 0           | 0       | 0    | 44      | 4       |
| Sunderland       | 2005/2006           | 24      | 0    | 0             | 0             | 2           | 0           | 0       | 0    | 26      | 0       |
| Sunderland       | 2006/2007           | 11      | 0    | 0             | 0             | 0           | 0           | 0       | 0    | 11      | 0       |
| Sunderland       | Łącznie             | 76      | 4    | 1             | 0             | 4           | 0           | 0       | 0    | 81      | 4       |
| Burnley          | 2006/2007           | 17      | 0    | 0             | 0             | 0           | 0           | 0       | 0    | 17      | 0       |
| Burnley          | 2007/2008           | 29      | 2    | 1             | 0             | 2           | 0           | 0       | 0    | 32      | 2       |
| Burnley          | 2008/2009           | 45      | 2    | 4             | 0             | 5           | 0           | 3       | 0    | 57      | 2       |
| Burnley          | 2009/2010           | 13      | 1    | 0             | 0             | 0           | 0           | 0       | 0    | 13      | 1       |
| Burnley          | Łącznie             | 104     | 5    | 5             | 0             | 7           | 0           | 3       | 0    | 119     | 5       |
| Łącznie          | Łącznie             | 236     | 11   | 6             | 0             | 14          | 0           | 10      | 1    | 266     | 12      |

### Reprezentacyjne
Stan na 19 lutego 2010
| Reprezentacja | Rok     | Występy | Gole |
| ------------- | ------- | ------- | ---- |
| Szkocja       | 2001    | 1       | 0    |
| Szkocja       | 2003    | 1       | 0    |
| Szkocja       | 2004    | 3       | 0    |
| Szkocja       | 2005    | 3       | 0    |
| Szkocja       | 2006    | 1       | 0    |
| Szkocja       | 2009    | 1       | 0    |
| Łącznie       | Łącznie | 10      | 0    |